# Златко Балоковић
Златко Балоковић (Загреб, 21. март 1895 – Венеција, 29. март 1965) био је југословенски и хрватски виолиниста. 

## Рани живот
Музичко образовање стекао је у Музичкој школи хрватског музичког Завода, учећи код познатог чешког педагога Вацлава Хумла. Са само 14 година свирао је на друштвеном концерту хрватскога музичког Завода уз пратњу оркестра. Публика је била одушевљена, а то су показали са 12 бисева.

## Образовање
У септембру 1911. године Балоковић је примљен на двогодишње студије на Музичкој академији у Бечу, код знаменитог Отокара Шевчика, учитеља Вацлава Хумла. Током ових студија доживио је прве међународне успехе наступајући са Загребачком филхармонијом у Москви и у Берлину. У новембру 1913. године је одржао у Загребу први самостални концерт на којем су присуствовали и његови предавачи.

## Музичка каријера
Први велики међународни наступи започели су 1914. године серијом концерата у Каиру. Из Египта одлази у Италију, где наступа у Напуљу, у Риму, Ђенови, Милану и Торину. За време Првог светског рата Балоковић наступа самостално, а чести су били концерти у корист Међународног Црвеног крста.
Након рата свира на турнејама по Француској, Швајцарској и Великој Британији. Од 1922. године наступа у Сједињеним Америчким Државама, где се након две године и преселио. У Њујорку Балоковић је упознао Џојс Борден, са којом се венчаo 1926. године. Из Њујорка Балоковић је редовно ишао на светске турнеје, а након Другог светског рата неке од њих биле су у Аустралији и Новом Зеланду. На својим турнејама наступао је са најзначајнијим оркестрима тог времена.
У време Другог светског рата Балоковић је уложио много труда у организовању међународне америчке помоћи, а био је и председник већа америчких Хрвата. Тим послом наставио је да се бави и након завршетка рата, због чега је и одликован. Када је четрдесетих апеловао за помоћ Југославији, стале су иза њега неке холивудске звезде, а међу њима и Рита Хејворт.

## Лични живот
О његовом венчању са Џојс Борден извештавао је и The New York Times. Живели су лагодно, а два пута су бродом пропутовали свет.
Свирао је пред царем Фрањом Јосипом, а кућна пријатељица била му је Еленор Рузвелт. 
Наступао је и дружио се са многим великим именима светске културне и политичке сцене, Међутим, остаће упамћен и као пријатељ српског научника Николе Тесле, са којим се дружио у Америци. По Теслиној жељи, на његовој сахрани Балоковић је свирао Шубертову песму Аве Марија и српску традиционалну песму Тамо далеко.
Његова виолина King, дело Ђузепеа Гварнерија, чува се у Хрватској академији знаности и умјетности.